# Ørkenglas
Ørkenglas, eng. Impact glass, Libysk ørkenglas (LDG) , Darwin glas (Tasmanien) eller Edeowie glas (Australien) er fundet i store (10 gange kilometervis) regioner i sandede ørkener i den Libyske ørken, Afrika, og i det sydlige Australien.
Der er også fundet glasstykker udover sydøstasien som er blevet dannet for ca. 800.000 år siden, men intet krater er fundet.
Også i Atacama-ørknen er der fundet glas dannet ved et komet-nedslag.

## Libysk ørkenglas
Det klare gulgrønne glas består af op til 96,5-99% SiO2 og i stykker på op til 26 kg. Det menes at der er mellem 100-1.000 tons glas.
Ifølge en undersøgelse, af den østrigske astrokemiker Christian Köberl, er de indlejrede zirkon-krystaller blevet varmet op til 1.800 °C og glasset er dannet for ca. 29 millioner år siden. Der er fundet små mængder af iridium og osmium, i glasstykker med mørke bånd, hvilket indikerer kondrit iblanding. Ifølge Köberl peger osmium-isotopsammensætningen på en ikke-jordisk oprindelse. Men der er ikke fundet et nedslagskrater med den rigtige alder.
Glassets oprindelse bindes sammen med stærk varmestråling fra en stor luftmeteoreksplosion. Faktisk af samme slags som Tunguska-eksplosionen i 1908 – dvs. en eksplosion i atmosfæren – dog måske 1.000 gange stærkere, som den mest sandsynlige forklaring.

## Trinitytesten
Ved en 20.000 tons TNT atombombedetonation i New Mexicos ørken, på Trinitytesten, blev en større overflade af sand og sandsten omdannet til et ca. 1 cm tykt grøngult glas og delvist smeltet sand. En af observatørene, Ben Benjamin, fik lov at gå på ground-zero-området en uge efter, som knasede pga. grøngult glas og delvist smeltet sand.